# Nearly a Lady
Nearly a Lady er en amerikansk stumfilm fra 1915 af Hobart Bosworth.

## Medvirkende
- Elsie Janis som Frederica Calhoun
- Frank Elliott som Lord Cecil Grosvenor
- Owen Moore som Jack Rawlins
- Myrtle Stedman som Mrs. Reginald Brooks
- Harry Ham som Jim Brooks